# Leo Gilbert
Leo Silberstein-Gilbert (urspr. Leo Silberstein, Pseudonym Leo Gilbert; * 28. Dezember 1861 in Galați, Rumänien; † 7. März 1932 in Wien, Österreich) war ein jüdischer Naturwissenschaftler, Journalist und Schriftsteller.

## Leben
Leo Silberstein, der zahlreiche seiner Texte unter seinem Pseudonym „Leo Gilbert“ publizierte, wurde als Kind jüdischer Eltern geboren und besuchte eine Mittelschule in Aarau. Während seines Ingenieurstudiums an der Technischen Hochschule in Zürich, wo er unter anderem von Ernst Haeckel geprägt wurde, und an der Universität zu Berlin arbeitete er als Journalist für verschiedene Tageszeitungen. Mit der Gründung der Wiener Tageszeitung Die Zeit leitete Silberstein-Gilbert die technische Redaktion, veröffentlichte jedoch auch Artikel in anderen Zeitungen und Zeitschriften, darunter in der Neuen Freien Presse, der Frankfurter Zeitung, dem Berliner Tagblatt, der Gartenlaube und der New York Times.
Im Jahre 1907 erschien Silberstein-Gilberts phantastisch-satirischer Science-Fiction-Roman Seine Exzellenz der Automat mit einem Vorwort des Soziologen Rudolf Goldscheid. Eigene naturwissenschaftlich-philosophische Thesen entwickelte Silberstein-Gilbert u. a. in seinen Sachbüchern mit den Titeln Neue Energetik (1912) und Das Relativitätsprinzip (1914), die sich kritisch mit den Entdeckungen von Albert Einstein auseinandersetzen. Silberstein-Gilbert war ein Vielleser technischer Abhandlungen, die er äußerst anschaulich dem Lesepublikum vermittelte. So fasst ein Nachruf das Wirken des Technikjournalisten mit folgenden Worten zusammen: „Gilbert, dessen volkstümliche Art, technisch-wissenschaftliche Fragen zu behandeln, großen Anklang fand, war vor dem Krieg einer der meistgelesenen Feuilletonisten der „Zeit“. In Fachkreisen des In- und Auslandes bekannt und verehrt, war er ständiger Gast aller einschlägigen Kongresse. Eine Reihe von vielbemerkten Publikationen befestigte seinen Ruf als angesehener Fachschriftsteller. Er war einer [der] nun schon sehr selten werdenden Männer, die über ihre Spezialwissenschaft hinaus über ein umfassendes, gründliches Wissen verfügten.“
Silberstein-Gilbert wurde erst am 4. Oktober 1932 in einem Familiengrab des Hietzinger Friedhofs in Wien bestattet, in dem zuvor ein Bruder Rudolf Goldscheids beigesetzt worden war (HI 19–160).

## Werke (Auswahl)
- „Die Denkmaschine“, in: „Neue Freie Presse. Morgenblatt“ (11. April 1901) Nr. 13156, S. 1–4 und (12. April 1901) Nr. 13157, S. 1–4.
- Seine Exzellenz der Automat. Ein phantastisch-satirischer Roman. Mit einem Geleitwort von Rudolf Goldscheid. Schuster & Lößler, Berlin & Leipzig 1907. Neuauflage 2023 unter dem Titel Seine Exzellenz der Android, ISBN 978-3-949671-06-7
- Neue Energetik (Fundamente des exakten Wissens). Carl Reissner, Dresden 1912.
- Das Relativitätsprinzip. Die jüngste Modenarrheit der Wissenschaft und die Lösung des Fizeau-Problems. Breitenbach, Brackwede 1914.
- Das Gesetz der strahlenden Materie und die Einheitsskala der Spektra. Braumüller, Wien & Leipzig 1930.